# Socha svatého Jana Nepomuckého (Nové Město nad Metují)
Socha svatého Jana Nepomuckého je socha u Zázvorky v Novém Městě nad Metují v okrese Náchod. Socha je chráněna jako kulturní památka od 3. května 1958. Národní památkový ústav tuto sochu uvádí v katalogu památek pod rejstříkovým číslem 46003/6-2917. Od 11. května 1709, kdy byla instalována nákladem majitele panství Jakuba Arnošta hraběte z Leslie v předpolí původní Krajské brány, stojí na stejném místě. Je kopií sochy světce na pražském Karlově mostě. 

## Popis
Socha sv. Jana Nepomuckého z doby před jeho svatořečením roku 1729 v životní velikosti oděná ve splývavém rouchu s pelerínou je situována v parčíku nad skalnatým masívem po levé straně při vjezdu do náměstí od Náchoda. Je hodnotnou ukázkou vrcholně barokního sochařského díla v regionu. Na dvoustupňovém základu je členěný sokl, dole širší, nahoru se zúžující. Po stranách jsou reliéfy andílků, na předních nárožích akanty, na přední straně erb rodu Leslie. Latinské nápisy jsou po pravé a levé straně, datace je na spodní části soklu ukončeného římsou. Postava světce je provedena v klasické ikonografii, světec je v mírném kontrapostu pravé nohy, v levé ruce na předloktí má krucifix.